# 14596 Берґстраль
14596 Берґстраль (14596 Bergstralh) — астероїд головного поясу, відкритий 16 вересня 1998 року.
Тіссеранів параметр щодо Юпітера — 3,491.